# Conservatorio Municipal de Música José Iturbi
El Conservatorio Municipal de Música "José Iturbi", es una institución docente dedicada a la educación musical, y pertenece al Ayuntamiento de Valencia, siendo su gestión municipal.

## Antecedentes
Las Escuelas Municipales de Música se crean en Valencia para cubrir una necesidad popular, ya que no se disponía de maestros y escuelas donde satisfacer este tipo de necesidad artística, para las clases populares. 
El municipio atiende estas aspiraciones y crea, a mediados del siglo XIX, en 1869, las Escuelas Municipales, encaminadas, muy especialmente, a despertar el interés por la música desde la niñez.
En realidad más que Escuelas Municipales de Música, el Ayuntamiento creó el Cuerpo de Profesores Municipales de Música, ya que los profesores no iban a dar clase a un sitio en concreto, sino que sus propios domicilios eran las aulas donde los alumnos recibían periódicamente sus clases. Junto a esta enseñanza particular o individual, como podría llamarse, empezaron a funcionar dos Escuelas Municipales de Música, una de niños regida por Manuel Penella y otra de niñas dirigida por Consuelo del Rey, escuelas que, en 1896, se vieron aumentadas a siete: cuatro de niñas y tres de niños.
Posteriormente, con la creación del Conservatorio de Música de Valencia, en el año 1879, los profesores de las Escuelas Municipales de Música preparaban a sus alumnos para examinarse en dicho centro, siendo los propios profesores del conservatorio quienes se trasladaban a las Escuelas Municipales de Música para realizar los exámenes.
Con el tiempo, los profesores municipales de música pasaron a los colegios públicos nacionales y municipales de la ciudad, para impartir en ellos sus enseñanzas.
Es por tanto un mérito que el Ayuntamiento de Valencia se anticipara en la enseñanza musical, primero al conservatorio, con la creación de las Escuelas Municipales, y segundo, al mismo Ministerio de Educación y Ciencia, incluyendo la música entre las materias necesarias para lograr una formación global e integral del individuo.

## Historia
En 1979 se crea como centro no oficial reconocido de enseñanza musical de grado elemental la Escuela Municipal de Música de Valencia, bajo la dirección de José Roca Coll. Posteriormente, tras el éxito obtenido en este proyecto músico-cultural del Ayuntamiento, el propio maestro Roca elevó propuesta para que el centro se bautizara con el nombre del ilustre pianista valenciano José Iturbi,  y así, en el curso académico 1979-80 se convierte en la Escuela Municipal de Música “José Iturbi” de Valencia. 
Durante el curso 1986/1987 se transforma la Escuela Municipal “José Iturbi” en Conservatorio de Música (Decreto 104/1986 de 30 de julio del Gobierno Valenciano), y en el año 1985, siendo director José Climent Barber, pasó a ser Conservatorio Profesional (Decreto 207/1992 de 23 de noviembre del Gobierno Valenciano), lo que supone poder ofrecer también estudios musicales de grado medio o profesional.
Desde 1993 hasta 2014 fue director del Centro el compositor D. Salvador Chuliá Hernández. Con posterioridad, desempeñó esta función el pianista Sergio Sapena Martínez. Desde noviembre de 2016 es director del Conservatorio Ricardo J. Roca Padilla.

### Sede
El crecimiento del número de alumnos y la falta de un edificio propio (los alumnos daban clases hasta en tres sedes distintas a la vez: Av. Puerto, Benimaclet, Juan Llorens), hizo necesaria la construcción de un nuevo edificio único.
Después de muchos años de espera, el nuevo conservatorio fue inaugurado por la alcaldesa de Valencia, Rita Barberá y el entonces Director del Conservatorio, Salvador Chuliá, en el curso 2002-2003, alzándose sobre una superficie de 4.780 m², siendo construido por los promotores del PAU de la Avenida de Francia. 
Cuenta con la Sala 'José Roca', de usos múltiples, que adquiere el carácter de pequeño auditorio, con capacidad para 300 personas y con posibilidad de ejecutar en él toda clase de pequeños eventos musicales. En éste se han reañizado, además de los actos y audiciones académicas, conciertos, grabaciones, cursos, conferencias, todo en servicio a la cultura y formación de los alumnos del Centro.
El archivo de obras para Banda y Orquesta Sinfónica, es todo un referente histórico, que cuenta con partituras tanto del clasicismo como de la época actual. Son muchos los compositores que han cedido material para las agrupaciones Sinfónicas del centro. Entre ellas se encuentran las que cada año interpretan junto a su otra formación de referencia, la Coral 'Juan Bautista Comes', en la Misa d'Infants.
También cuenta con la biblioteca "José Climent", dotada de gran variedad de libros de consulta, obras, fonoteca; en gran parte donación del Director Honorífico del Conservatorio, el musicólogo José Climent Barber.
Entre sus Salas de ensayo, destacamos la Sala de Orquesta 'Salvador Chuliá', que recibe este nombre en reconocimiento a la entrega vital del compositor al crecimiento y prestigio del Conservatorio.

### Conjuntos corales y orquestales
El conservatorio "José Iturbi" cuenta con la Coral Infantil Juan Bautista Comes, creada en 1956 por José Roca y con un Coro Mixto, Banda y Orquesta sinfónica, creadas por Salvador Chuliá.
- Datos: Q3818844
- Multimedia: Conservatori Municipal de Música José Iturbi / Q3818844